# ATP Finals 2017
Die ATP Finals 2017 (offiziell Nitto ATP Finals) fanden vom 12. bis 19. November 2017 statt. Neben den vier Grand-Slam-Turnieren sind sie der wichtigste Wettbewerb im Herrenprofitennis; sie finden jeweils am Ende der Saison statt. Das Turnier war Teil der ATP World Tour 2017.

## Preisgeld und Punkte
Das Preisgeld betrug 7,5 Millionen US-Dollar.
| Runde                     | Einzel        | Doppel 1    | Punkte |
| ------------------------- | ------------- | ----------- | ------ |
| Turniersieger             | + 1.200.000 $ | + 188.000 $ | + 500  |
| Halbfinalsieger           | + 0.585.000 $ | + 096.000 $ | + 400  |
| Gruppenphase pro Sieg     | + 0.191.000 $ | + 036.000 $ | + 200  |
| Antrittsgeld              | + 0.191.000 $ | + 094.000 $ | —      |
| Ersatzspieler (kein Sieg) | + 0.105.000 $ | + 036.000 $ | —      |

## Einzel

### Qualifikation
Es qualifizierten sich die acht bestplatzierten Spieler der laufenden Saison der ATP Tour für diesen Wettbewerb. Dazu kamen noch zwei Reservisten. Wenn ein oder zwei Grand-Slam-Turniersieger zwischen Platz 8 und 20 der ATP World Tour abgeschlossen hätte, hätten diese den achten Startplatz und den ersten Reservisten-Platz erhalten.
| ATP-Race im Einzel | ATP-Race im Einzel      | ATP-Race im Einzel | ATP-Race im Einzel | ATP-Race im Einzel  | ATP-Race im Einzel |
| #                  | Spieler                 | Punkte             | Turniere           | Qualifikationsdatum | Grand-Slam-Siege   |
| ------------------ | ----------------------- | ------------------ | ------------------ | ------------------- | ------------------ |
| 1                  | Rafael Nadal            | 10465              | 16                 | 12. Juni 2017       | 2                  |
| 2                  | Roger Federer           | 9005               | 11                 | 17. Juli 2017       | 2                  |
| 3                  | Alexander Zverev        | 4400               | 24                 | 6. Oktober 2017     |                    |
| 4                  | Dominic Thiem           | 3815               | 26                 | 12. Oktober 2017    |                    |
| 5                  | Marin Čilić             | 3805               | 21                 | 25. Oktober 2017    |                    |
| 6                  | Grigor Dimitrow         | 3650               | 22                 | 25. Oktober 2017    |                    |
| 7                  | Stan Wawrinka 1         | 3150               | 14                 |                     |                    |
| 8                  | David Goffin            | 2975               | 25                 | 2. November 2017    |                    |
| 9                  | Jack Sock               | 2765               | 21                 | 5. November 2017    |                    |
| 10                 | Pablo Carreño Busta     | 2615               | 24                 |                     |                    |
| 11                 | Juan Martín del Potro 2 | 2595               | 19                 |                     |                    |
| 12                 | Novak Đoković 3         | 2585               | 15                 |                     |                    |
| 13                 | Sam Querrey             | 2535               | 23                 |                     |                    |
| 14                 | Kevin Anderson          | 2470               | 22                 |                     |                    |
| 15                 | Jo-Wilfried Tsonga      | 2320               | 20                 |                     |                    |
| 16                 | Andy Murray 4           | 2290               | 14                 |                     |                    |

### Gruppe Pete Sampras

#### Ergebnisse
| Spieler             | Spieler         | Ergebnis        |
| ------------------- | --------------- | --------------- |
| Dominic Thiem       | Grigor Dimitrow | 3:6, 7:5, 5:7   |
| Rafael Nadal        | David Goffin    | 6:75, 7:64, 4:6 |
| Grigor Dimitrow     | David Goffin    | 6:0, 6:2        |
| Pablo Carreño Busta | Dominic Thiem   | 3:6, 6:3, 4:6   |
| Dominic Thiem       | David Goffin    | 4:6, 1:6        |
| Pablo Carreño Busta | Grigor Dimitrow | 1:6, 1:6        |

#### Tabelle
| Pos. | Setzliste | Spieler             | Spiele | Sätze | Punkte |
| ---- | --------- | ------------------- | ------ | ----- | ------ |
| 1    | 6         | Grigor Dimitrow     | 3:0    | 6:1   | 42:19  |
| 2    | 7         | David Goffin        | 2:1    | 4:3   | 33:34  |
| 3    | 4         | Dominic Thiem       | 1:2    | 3:5   | 35:43  |
| 4    | 9         | Pablo Carreño Busta | 0:2    | 1:4   | 15:27  |
| 5    | 1         | Rafael Nadal        | 0:1    | 1:2   | 17:19  |

### Gruppe Boris Becker

#### Ergebnisse
| Spieler          | Spieler          | Ergebnis       |
| ---------------- | ---------------- | -------------- |
| Roger Federer    | Jack Sock        | 6:4, 7:64      |
| Alexander Zverev | Marin Čilić      | 6:4, 3:6, 6:4  |
| Marin Čilić      | Jack Sock        | 7:5, 2:6, 6:74 |
| Roger Federer    | Alexander Zverev | 7:66, 5:7, 6:1 |
| Roger Federer    | Marin Čilić      | 6:75, 6:4, 6:1 |
| Alexander Zverev | Jack Sock        | 4:6, 6:1, 4:6  |

#### Tabelle
| Pos. | Setzliste | Spieler          | Spiele | Sätze | Punkte |
| ---- | --------- | ---------------- | ------ | ----- | ------ |
| 1    | 2         | Roger Federer    | 3:0    | 6:2   | 49:36  |
| 2    | 8         | Jack Sock        | 2:1    | 4:4   | 41:42  |
| 3    | 3         | Alexander Zverev | 1:2    | 4:5   | 43:45  |
| 4    | 5         | Marin Čilić      | 0:3    | 3:6   | 41:51  |

### Halbfinale
| Spieler         | Spieler      | Ergebnis      |
| --------------- | ------------ | ------------- |
| Roger Federer   | David Goffin | 6:2, 3:6, 4:6 |
| Grigor Dimitrow | Jack Sock    | 4:6, 6:0, 6:3 |

### Finale
| Spieler      | Spieler         | Ergebnis      |
| ------------ | --------------- | ------------- |
| David Goffin | Grigor Dimitrow | 5:7, 6:4, 3:6 |

## Doppel

### Qualifikation
Es qualifizierten sich die acht bestplatzierten Doppelpaarungen der ATP Tour für diesen Wettbewerb. Qualifiziert wäre allerdings auch ein Team gewesen, das ein Grand-Slam-Turnier gewonnen und sich zum Jahresende einen Platz in den Top 20 der Weltrangliste gesichert hätte. Ryan Harrison und Michael Venus waren aufgrund dieser Regelung bereits am 13. Oktober vorzeitig qualifiziert, gehörten letztlich aber ohnehin zu den acht erfolgreichsten Teams der Saison.
| ATP-Race im Doppel | ATP-Race im Doppel                  | ATP-Race im Doppel | ATP-Race im Doppel | ATP-Race im Doppel  | ATP-Race im Doppel |
| #                  | Spieler                             | Punkte             | Turniere           | Qualifikationsdatum | Grand-Slam-Siege   |
| ------------------ | ----------------------------------- | ------------------ | ------------------ | ------------------- | ------------------ |
| 1                  | Łukasz Kubot Marcelo Melo           | 8600               | 23                 | 16. Juli 2017       | 1                  |
| 2                  | Henri Kontinen John Peers           | 7330               | 21                 | 5. September 2017   | 1                  |
| 3                  | Jean-Julien Rojer Horia Tecău       | 5295               | 27                 | 12. Oktober 2017    | 1                  |
| 4                  | Jamie Murray Bruno Soares           | 5180               | 24                 | 13. Oktober 2017    |                    |
| 5                  | Bob Bryan Mike Bryan                | 4625               | 21                 | 13. Oktober 2017    |                    |
| 6                  | Pierre-Hugues Herbert Nicolas Mahut | 4395               | 16                 | 20. Oktober 2017    |                    |
| 7                  | Ivan Dodig Marcel Granollers        | 4090               | 18                 | 1. November 2017    |                    |
| 8                  | Ryan Harrison Michael Venus         | 3150               | 16                 | 13. Oktober 2017    | 1                  |
| 9                  | Oliver Marach Mate Pavić            | 3100               | 18                 |                     |                    |
| 10                 | Raven Klaasen Rajeev Ram            | 3020               | 23                 |                     |                    |

### Gruppe Woodbridge/Woodforde

#### Ergebnisse
| Spieler                   | Spieler                      | Ergebnis          |
| ------------------------- | ---------------------------- | ----------------- |
| Jamie Murray Bruno Soares | Bob Bryan Mike Bryan         | 5:7, 7:63, [8:10] |
| Łukasz Kubot Marcelo Melo | Ivan Dodig Marcel Granollers | 7:62, 6:4         |
| Łukasz Kubot Marcelo Melo | Bob Bryan Mike Bryan         | 6:4, 6:3          |
| Jamie Murray Bruno Soares | Ivan Dodig Marcel Granollers | 6:1, 6:1          |
| Bob Bryan Mike Bryan      | Oliver Marach Mate Pavić     | 4:6, 4:6          |
| Łukasz Kubot Marcelo Melo | Jamie Murray Bruno Soares    | 2:6, 4:6          |

#### Tabelle
| Pos. | Setzliste | Spieler                      | Spiele | Sätze | Punkte |
| ---- | --------- | ---------------------------- | ------ | ----- | ------ |
| 1    | 4         | Jamie Murray Bruno Soares    | 2:1    | 5:2   | 36:22  |
| 2    | 1         | Łukasz Kubot Marcelo Melo    | 2:1    | 4:2   | 31:29  |
| 3    | 5         | Bob Bryan Mike Bryan         | 1:2    | 2:5   | 29:36  |
| 4    | 9         | Oliver Marach Mate Pavić     | 1:0    | 2:0   | 12:8   |
| 5    | 7         | Ivan Dodig Marcel Granollers | 0:2    | 0:4   | 12:25  |

### Gruppe Eltingh/Haarhuis

#### Ergebnisse
| Spieler                             | Spieler                             | Ergebnis          |
| ----------------------------------- | ----------------------------------- | ----------------- |
| Henri Kontinen John Peers           | Ryan Harrison Michael Venus         | 4:6, 6:78         |
| Jean-Julien Rojer Horia Tecău       | Pierre-Hugues Herbert Nicolas Mahut | 6:1, 6:77, [8:10] |
| Henri Kontinen John Peers           | Jean-Julien Rojer Horia Tecău       | 7:63, 7:66        |
| Pierre-Hugues Herbert Nicolas Mahut | Ryan Harrison Michael Venus         | 7:64, 4:6, [5:10] |
| Henri Kontinen John Peers           | Raven Klaasen Rajeev Ram            | 2:6, 6:1, [10:8]  |
| Jean-Julien Rojer Horia Tecău       | Ryan Harrison Michael Venus         | 3:6, 6:75         |

#### Tabelle
| Pos. | Setzliste | Spieler                             | Spiele | Sätze | Punkte |
| ---- | --------- | ----------------------------------- | ------ | ----- | ------ |
| 1    | 8         | Ryan Harrison Michael Venus         | 3:0    | 6:1   | 39:30  |
| 2    | 2         | Henri Kontinen John Peers           | 2:1    | 4:3   | 33:32  |
| 3    | 6         | Pierre-Hugues Herbert Nicolas Mahut | 1:1    | 3:3   | 20:25  |
| 4    | 10        | Raven Klaasen Rajeev Ram            | 0:1    | 1:2   | 7:9    |
| 5    | 3         | Jean-Julien Rojer Horia Tecău       | 0:3    | 1:6   | 33:36  |

### Halbfinale
| Spieler                     | Spieler                   | Ergebnis  |
| --------------------------- | ------------------------- | --------- |
| Ryan Harrison Michael Venus | Łukasz Kubot Marcelo Melo | 1:6, 4:6  |
| Jamie Murray Bruno Soares   | Henri Kontinen John Peers | 6:72, 2:6 |

### Finale
| Spieler                   | Spieler                   | Ergebnis |
| ------------------------- | ------------------------- | -------- |
| Łukasz Kubot Marcelo Melo | Henri Kontinen John Peers | 4:6, 2:6 |